# サッカートンガ女子代表
サッカートンガ女子代表（サッカートンガじょしだいひょう）は、トンガサッカー協会(英語: Tonga Football Association, 略称：TFA)によって編成されるトンガの女子サッカーナショナルチームである。オセアニアサッカー連盟(OFC)に所属している。2003年に代表チームが結成され、オセアニア女子サッカー選手権であるOFC女子ネイションズカップに出場している。
女子ワールドカップ、オリンピックともに出場はない。

## ワールドカップの成績
- 1991 - 不参加
- 1995 - 不参加
- 1999 - 不参加
- 2003 - 不参加
- 2007 - 予選敗退
- 2011 - 予選敗退

## オリンピックの成績
- 1996 - 不参加
- 2000 - 不参加
- 2004 - 不参加
- 2008 - 予選敗退
- 2012 - 予選敗退

## OFC女子ネイションズカップの成績
| 開催年 | 結果               | 試合   | 勝利   | 引分   | 敗戦   | 得点   | 失点   |
| ------ | ------------------ | ------ | ------ | ------ | ------ | ------ | ------ |
| 1983   | 不参加             | 不参加 | 不参加 | 不参加 | 不参加 | 不参加 | 不参加 |
| 1986   | 不参加             | 不参加 | 不参加 | 不参加 | 不参加 | 不参加 | 不参加 |
| 1989   | 不参加             | 不参加 | 不参加 | 不参加 | 不参加 | 不参加 | 不参加 |
| 1991   | 不参加             | 不参加 | 不参加 | 不参加 | 不参加 | 不参加 | 不参加 |
| 1995   | 不参加             | 不参加 | 不参加 | 不参加 | 不参加 | 不参加 | 不参加 |
| 1998   | 不参加             | 不参加 | 不参加 | 不参加 | 不参加 | 不参加 | 不参加 |
| 2003   | 不参加             | 不参加 | 不参加 | 不参加 | 不参加 | 不参加 | 不参加 |
| 2007   | 3位                | 3      | 0      | 1      | 2      | 1      | 7      |
| 2010   | グループリーグ敗退 | 3      | 1      | 0      | 2      | 1      | 8      |
| 2014   | 4位                | 3      | 0      | 1      | 2      | 1      | 20     |
| 合計   | 3/10               | 9      | 1      | 2      | 6      | 3      | 35     |

## FIFAランキング
- 初登場 - 54位(2003年8月)
- 最高順位 - 53位(2005年12月)
- 最低順位 - 118位(2010年8月)